# Déchet dangereux
Pour un article plus général, voir Déchet.

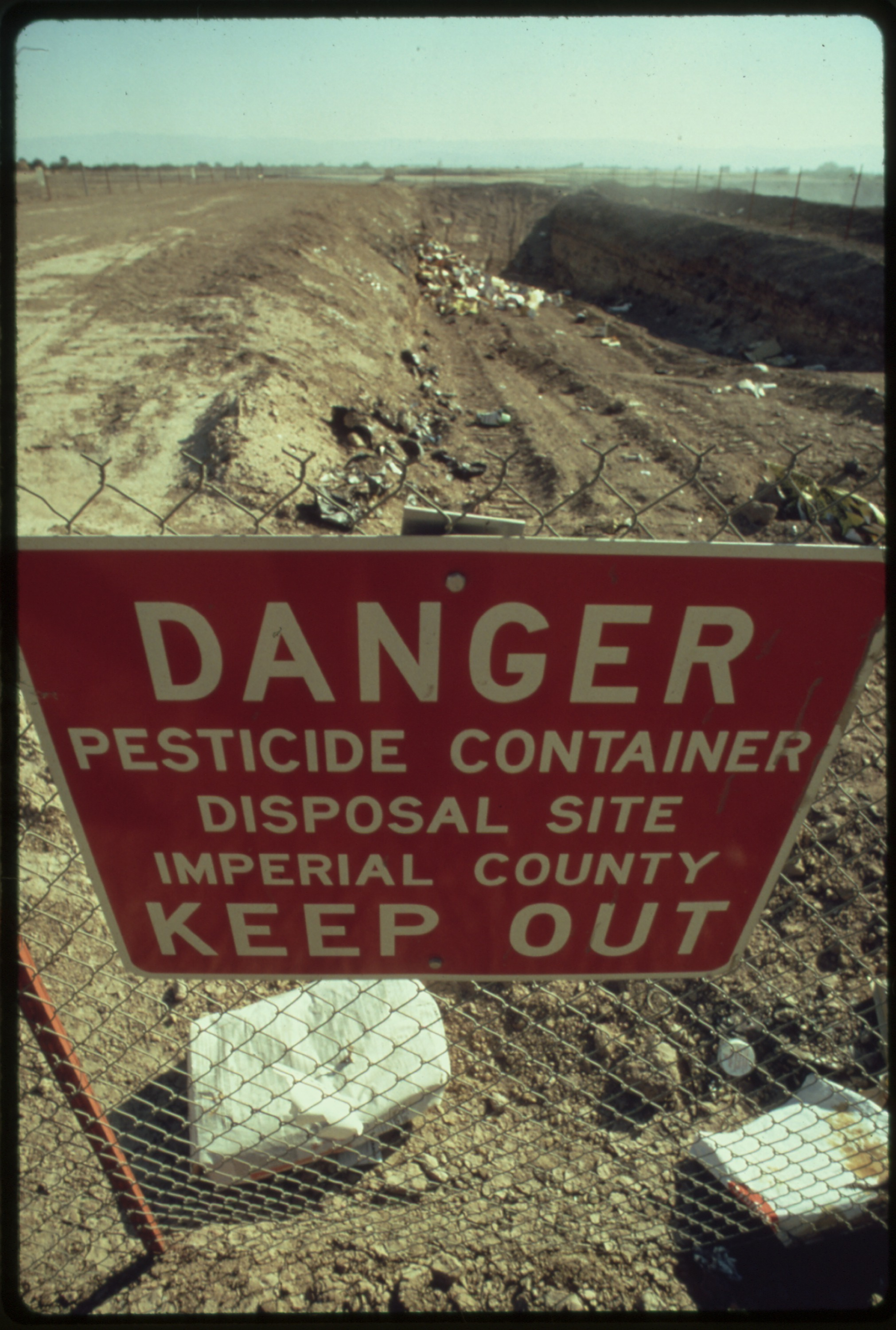
Panneau à l'entrée d'une décharge de déchets dangereux (États-Unis, 1972).

Les déchets dangereux sont une des catégories de déchets définies par la législation propre à chaque pays, qui s'oppose à la catégorie des déchets non dangereux. Ils se caractérisent par leur dangerosité pour l'environnement ou la santé à travers leurs effets directs ou indirects à court, moyen ou long terme.
Pour cette raison, ils doivent être collectés, transportés et traités de manière appropriée, et plusieurs stratégies d'États, de collectivités (dont l'Union européenne) ou d'entreprises visent à réduire leur production. Les déchets dangereux peuvent être apportés à des déchèteries communautaires spéciales.
Les déchets dangereux peuvent être éliminés par incinération ou par enfouissement dans des décharges spéciales, appelées en France « installations de stockage de déchets dangereux » (ISDD). Ils doivent être prioritairement valorisés.

## Définition et caractérisation

### Définition
Dans l'Union européenne, notamment en France conformément à l'article R. 541-8 du code de l'environnement, sont considérés comme dangereux des déchets qui présentent une ou plusieurs des propriétés suivantes, énumérées à l'annexe III de la directive 2008/98/CE du Parlement européen et du Conseil du 19 novembre 2008 relative aux déchets et qui sont depuis le 1er juin 2015 harmonisées avec le règlement CLP,, :
| Code | Propriété | Description |
| ---- | --- | --- |
| HP1  | Explosif | Déchet susceptible, par réaction chimique, de dégager des gaz à une température, une pression et une vitesse telles qu'il en résulte des dégâts dans la zone environnante. Les déchets pyrotechniques, les déchets de peroxydes organiques explosibles et les déchets autoréactifs explosibles entrent dans cette catégorie. |
| HP2  | Comburant | Déchet capable, généralement en fournissant de l'oxygène, de provoquer ou de favoriser la combustion d'autres matières. |
| HP3  | Inflammable | Déchet liquide inflammable déchet liquide ayant un point d'éclair inférieur à 60 °C ou déchet de gazoles, carburants diesel et huiles de chauffage légères dont le point d'éclair est > 55 °C et ≤ 75 °C. Déchet solide ou liquide pyrophorique inflammable déchet solide ou liquide qui, même en petites quantités, est susceptible de s'enflammer en moins de cinq minutes lorsqu'il entre en contact avec l'air. Déchet solide inflammable déchet solide qui est facilement inflammable, ou qui peut provoquer ou aggraver un incendie en s'enflammant par frottement. Déchet gazeux inflammable déchet gazeux inflammable dans l'air à 20 °C et à une pression normale de 101,3 kPa. Déchet hydroréactif déchet qui, au contact de l'eau, dégage des gaz inflammables en quantités dangereuses. Autres déchets inflammables aérosols inflammables, déchets auto-échauffants inflammables, peroxydes organiques inflammables et déchets autoréactifs inflammables. |
| HP4  | Irritant - irritation cutanée et lésions oculaires                                                                             | Déchet pouvant causer une irritation cutanée ou des lésions oculaires en cas d'application. |
| HP5  | Toxicité spécifique pour un organe cible (STOT) - toxicité par aspiration                                                      | Déchet pouvant entraîner une toxicité spécifique pour un organe cible par une exposition unique ou répétée, ou des effets toxiques aigus consécutifs à l'aspiration. |
| HP6  | Toxicité aiguë | Déchet qui peut entraîner des effets toxiques aigus après administration par voie orale ou cutanée, ou à la suite d'une exposition par inhalation. |
| HP7  | Cancérogène | Déchet qui induit des cancers ou en augmente l'incidence. |
| HP8  | Corrosif | Déchet dont l'application peut causer une corrosion cutanée. |
| HP9  | Infectieux | Déchet contenant des micro-organismes viables ou leurs toxines, dont on sait ou dont on a de bonnes raisons de croire qu'ils sont responsables de maladies chez l'homme ou chez d'autres organismes vivants. |
| HP10 | Toxique pour la reproduction                                                                                                   | Déchet exerçant des effets néfastes sur la fonction sexuelle et la fertilité des hommes et des femmes adultes, ainsi qu'une toxicité pour le développement de leurs descendants. |
| HP11 | Mutagène | Déchet susceptible d'entraîner une mutation, à savoir un changement permanent affectant la quantité ou la structure du matériel génétique d'une cellule. |
| HP12 | Dégagement d'un gaz à toxicité aiguë                                                                                           | Déchet qui dégage des gaz à toxicité aigüe (Acute tox. 1, 2 ou 3) au contact de l'eau ou d'un acide. |
| HP13 | Sensibilisant | Déchet qui contient une ou plusieurs substances connues pour être à l'origine d'effets sensibilisants pour la peau ou les organes respiratoires. |
| HP14 | Écotoxique | Déchet qui présente ou peut présenter des risques immédiats ou différés pour une ou plusieurs composantes de l'environnement. |
| HP15 | Déchet capable de présenter une des propriétés dangereuses susmentionnées que ne présente pas directement le déchet d'origine. | Déchet capable de présenter une des propriétés dangereuses susmentionnées que ne présente pas directement le déchet d'origine. |

Les déchets dangereux sont également signalés par un astérisque au sein de la liste unique des déchets qui figure à l'annexe de la décision 2000/532/CE de la Commission du 3 mai 2000.
Par ailleurs, les déchets radioactifs sont soumis à une législation particulière.

### Dénominations
Les ménages, les collectivités et les acteurs économiques produisent des déchets dangereux. Il peut s’agir de déchets occasionnels produits en petites quantités, comme certains déchets d’équipement électroniques, ceux issus des produits phytosanitaires utilisés au jardin pour l’entretien des espaces verts, ou lors de chantier de construction, de réhabilitation ou de démolition. Il peut aussi s’agir de déchets produits de façon importante par une industrie spécialisée.
Différentes dénominations existent afin de sous-catégoriser les déchets dangereux, notamment en fonction du producteur :
- les déchets industriels dangereux (DID), anciennement appelés déchets industriels spéciaux (DIS)[9] ;
- les déchets dangereux des ménages (DDM), anciennement appelés déchets ménagers spéciaux (DMS)[10],[11] ;
- les déchets d'activités de soins (DAS)[réf. nécessaire][12]

### Types de déchets dangereux

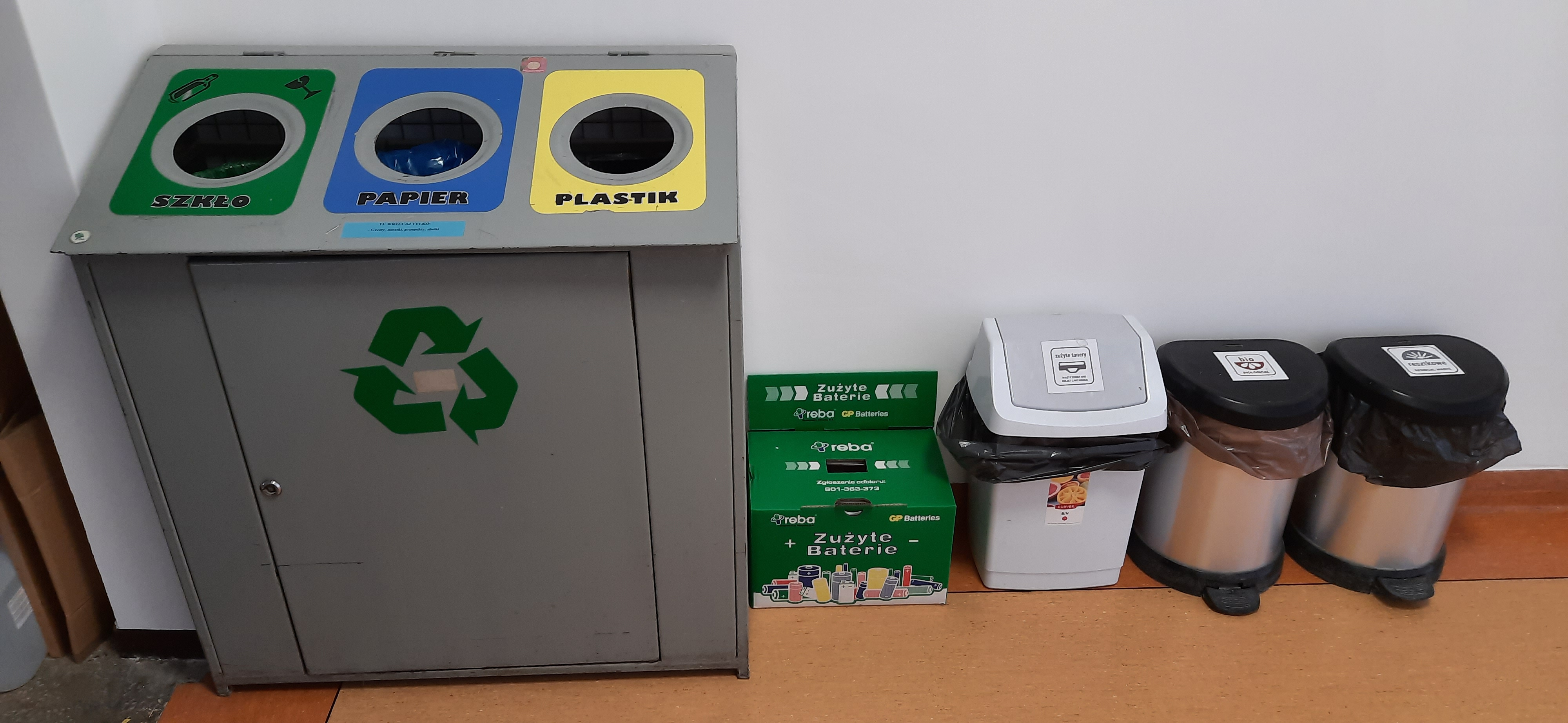
Les piles et les toners sont des déchets dangereux et, en tant que tels, doivent être séparés du flux de déchets municipaux dès le départ. Point de recyclage à l'École polytechnique de Gdańsk.

Concrètement, les grands types de déchets dangereux sont les suivants :
- Boues de stations d'épuration industrielles
- Bois et sous-produits du bois traités ou souillés
- Chiffons et absorbants souillés
- Déchets contenant du mercure
- Déchets phytosanitaires
- Déchets d'équipements électriques et électroniques (DEEE)
- Déchet dangereux diffus (DDD) et spécifiques (DDS)
- Emballages souillés
- Fluides de coupe
- Fluides frigorigènes
- Huiles usagées
- Mâchefers
- Munition immergée
- Déchets contenant des PCB-PCT
- Peintures
- Piles et accumulateurs
- Solvants
- Déchets issus de la dépollution des sols
- Sources radioactives
- Véhicules hors d'usage (VHU) non dépollués
- Déchets d'activités de soins à risques infectieux et assimilés (DASRIA)[14],[15]
- Déchets amiantés[16],[17] sans oublier les résidus d'épuration des fumées d'incinération des ordures ménagères[18].

### Nouveaux types
Deux catégories au moins de déchets dangereux sont sources de risques émergents :
- certains déchets issus des nanotechnologies ;
- certains déchets issus de l'industrie des biotechnologies (ou de la recherche dans ce domaine).

## Enjeux
Les enjeux sont (dans l'espace et dans le temps) à la fois sanitaires et environnementaux, de gestion des risques et économiques, car nombre de ces déchets comportent des métaux rares ou précieux ou des molécules d'intérêt. L'ONU, le G8 et la plupart des États les considèrent comme l'un des enjeux important du développement durable. Un autre enjeu est de lutter contre les filières mafieuses ou terroristes impliquées par le trafic de ces déchets, dont le coût d'élimination élevé rend très rentable les fraudes et les circuits clandestins d'élimination comme l'a illustré en 2006 l'affaire du Probo Koala.

## En France

### Statistiques
En 2012, la production de déchets en France représente 345 millions de tonnes, dont 11,3 millions de tonnes de déchets dangereux (soit environ 3 %). Les entreprises, qui produisent des déchets appelés déchets d'activités économiques, en sont la principale source de production : 11,1 millions de tonnes (98 %).
Par ailleurs, environ la moitié des 8,8 millions de tonnes de déchets dangereux traités font l’objet d’une valorisation :
|                                                   | 2006 | 2008 | 2010 | 2012 |
| ------------------------------------------------- | ---- | ---- | ---- | ---- |
| Déchets dangereux traités (en millions de tonnes) | 6,7  | 6,9  | 8,5  | 8,8  |
| Stockage                                          | 26 % | 31 % | 32 % | 32 % |
| Incinération sans production d'énergie            | 18 % | 18 % | 15 % | 16 % |
| Valorisation non énergétique                      | 31 % | 36 % | 40 % | 39 % |
| Incinération avec production d'énergie            | 24 % | 15 % | 13 % | 12 % |
| Taux de valorisation                              | 55 % | 51 % | 53 % | 52 % |

L'évaluation des gisements, de la nature et des quantités de déchets dangereux se fait par des enquêtes auprès des producteurs connus (industriels…) et des évaluations fournies par des collectivités, des représentants de professionnels (fédérations, syndicats, etc.), les chambres consulaires, les grands acteurs du traitement et gestion des déchets, des administrations (DRIRE puis DREAL) ou des agences (ADEME, Agence de l'eau) et là où ils existent des observatoires (régionaux, départementaux), de bureaux d'études spécialisés, etc. Ces données sont analysées par des groupes de travail.

### Planification
En France, leur gestion est de compétence régionale — depuis la loi décentralisation du 27 février 2002 — à travers des Plans régionaux d'élimination des déchets industriels spéciaux (PREDIS), depuis renommés Plans régionaux d'élimination des déchets dangereux (PREDD).
En France (dont d'outre-mer), en juillet 2009, selon l'étude de FNE, 17 plans étaient adoptés ou en révision.
- 12 régions avaient adopté un projet de plan.
- 1 région (Aquitaine) avait approuvé fin 2007 son PREDD.
- 9 régions n'avaient pas de plans révisés (dont 7 n'ayant pas révisé leur plan depuis plus de 10 ans (Lorraine, Champagne-Ardenne, Haute-Normandie, Nord-Pas-de-Calais, Franche-Comté, Bourgogne et Provence-Alpes-Côte d'Azur).
- 1 région (Corse) a un PREDIS datant de 2004.
- 1 région (Midi-Pyrénées) s'est dessaisie de la compétence à la suite de divergences de méthode et stratégies avec l'État.

Depuis la loi du 7 août 2015 relative à la nouvelle organisation territoriale de la République, les conseils régionaux sont compétents pour élaborer un plan unique à l’échelle de la région qui intègre l’ensemble des déchets (dangereux et non dangereux),.

### Critiques
La fédération d'ONG environnementales France Nature Environnement (FNE) estimait dans un rapport publié début 2010 qu'en matière de gestion des déchets dangereux beaucoup reste à faire pour mieux connaître les gisements de ce type de déchets et assurer leur prise en charge. FNE remarque notamment que ces plans ne sont pas directement opposables aux entreprises.

## Expédition des déchets dangereux
La règlementation sur le transport de marchandises dangereuses est également à prendre en compte par les industriels et collectivités qui remettent ces matières sur le domaine public.